# Campeonato Mundial de Piragüismo en Aguas Tranquilas de 2006
El XXXV Campeonato Mundial de Piragüismo en Aguas Tranquilas se celebró en Szeged (Hungría) entre el 17 y el 20 de agosto de 2006 bajo la organización de la Federación Internacional de Piragüismo (ICF) y la Federación Húngara de Piragüismo.
Un total de 89 países tomaron parte del evento, que otorgó medallas en 27 especialidades (18 masculinas y 9 femeninas). Las competiciones se desarrollaron en el canal de piragüismo acondicionado en el centro de regatas de Maty-ér, al sur de la ciudad húngara.

## Medallistas

### Masculino
| Evento    | Oro | Plata | Bronce |
| --------- | --- | --- | --- |
| K1 200 m  | Ronald Rauhe · Alemania · 35,200 s                                                                              | Carlos Pérez Rial · España · 35,396 s                                                                         | Mykola Kremer · Ucrania · 35,516 s                                                                                 |
| K2 200 m  | Tim Wieskötter · Ronald Rauhe · Alemania · 32,660                                                               | Marek Twardowski · Adam Wysocki · Polonia · 32,804                                                            | Dragan Zorić Ognjen Filipović Serbia 32,912                                                                        |
| K4 200 m  | Milan Đenadić Ognjen Filipović Bora Sibinkić Dragan Zorić Serbia 29,965                                         | Viktor Kadler · István Beé · Balázs Babella · Gergely Gyertyános · Hungría · 30,033                           | Serguei Kosilov · Konstantin Vishniakov · Stefan Shevchuk · Serguei Jovanski · Rusia · 30,401                      |
| K1 500 m  | Marek Twardowski · Polonia · 1:38,596                                                                           | Anton Riajov · Rusia · 1:38,698                                                                               | Lutz Altepost · Alemania · 1:39,832                                                                                |
| K2 500 m  | Ronald Rauhe · Tim Wieskötter · Alemania · 1:27,791                                                             | Richard Dober · Andrew Willows · Canadá · 1:28,631                                                            | Gábor Kucsera · Zoltán Kammerer · Hungría · 1:29,063                                                               |
| K4 500 m  | Michal Riszdorfer · Richard Riszdorfer · Róbert Erban · Erik Vlček · Eslovaquia · 1:20,606                      | Attila Csamangó · Gábor Bozsik · Attila Boros · Márton Sík · Hungría · 1:21,188                               | Adam Wysocki · Paweł Baumann · Przemysław Gawrych · Tomasz Mendelski · Polonia · 1:21,536                          |
| K1 1000 m | Markus Oscarsson · Suecia · 3:39,359                                                                            | Tim Brabants Reino Unido 3:39,419                                                                             | Benjamin Fouhy Nueva Zelanda 3:39,443                                                                              |
| K2 1000 m | Zoltán Kammerer · Gábor Kucsera · Hungría · 3:17,791                                                            | Andreas Ihle · Rupert Wagner · Alemania · 3:19,075                                                            | Tomasz Górski · Adam Seroczyński · Polonia · 3:19,837                                                              |
| K4 1000 m | Ákos Vereckei · Roland Kökény · Lajos Gyökös · Gábor Horváth · Hungría · 2:56,523                               | Paweł Baumann · Marek Twardowski · Adam Wysocki · Tomasz Mendelski · Polonia · 2:57,873                       | Vadzim Majneu · Dziamian Turchyn · Aliaxei Abalmasau · Raman Piatrushenka · Bielorrusia · 2:57,897                 |
| C1 200 m  | Nikolai Lipkin · Rusia · 39,789                                                                                 | Valentin Demianenko · Ucrania · 40,137                                                                        | Jevgenij Šuklin · Lituania · 40,441                                                                                |
| C2 200 m  | Yevgueni Ignatov · Ivan Shtyl · Rusia · 36,494                                                                  | Christian Gille · Tomasz Wylenzek · Alemania · 36,978                                                         | Raimundas Labuckas · Tomas Gadeikis · Lituania · 37,058                                                            |
| C4 200 m  | Petr Procházka · Petr Fuksa · Jiří Heller · Jan Břečka · República Checa · 34,052                               | Aliaxandr Vauchetski · Kanstantsin Shcharbak · Dzmitri Rabchanka · Dzmitri Vaitsishkin · Bielorrusia · 34,132 | Pál Sarudi · Márton Joób · Gábor Horváth · Péter Balázs · Hungría · 34,336                                         |
| C1 500 m  | Maxim Opalev · Rusia · 1:49,727                                                                                 | Yuri Cheban · Ucrania · 1:50,459                                                                              | Yang Wenjun China 1:50,603                                                                                         |
| C2 500 m  | Alexandr Kostoglod · Serguei Uleguin · Rusia · 1:41,520                                                         | Stefan Holtz · Robert Nuck · Alemania · 1:42,792                                                              | György Kozmann · György Kolonics · Hungría · 1:42,942                                                              |
| C4 500 m  | Dzmitri Rabchanka · Dzmitri Vaitsishkin · Kanstantsin Shcharbak · Aliaxandr Vauchetski · Bielorrusia · 1:31,820 | Łukasz Woszczyński · Paweł Baraszkiewicz · Marcin Grzybowski · Paweł Skowroński · Polonia · 1:32,360          | Gabriel Talpă · Florin Mironcic · Loredan Popa · Silviu Simioncencu · Rumania · 1:33,710                           |
| C1 1000 m | Everardo Cristóbal · México · 4:07,855                                                                          | Andreas Dittmer · Alemania · 4:10,741                                                                         | Attila Vajda · Hungría · 4:11,347                                                                                  |
| C2 1000 m | György Kozmann · György Kolonics · Hungría · 3:43,781                                                           | Attila Buday · Tamás Buday · Canadá · 3:46,151                                                                | Maxym Prokopenko · Serhi Bezuhly · Ucrania · 3:46,769                                                              |
| C4 1000 m | Robert Nuck · Stefan Holtz · Thomas Lück · Stephan Breuing · Alemania · 3:27,422                                | Andrew Russell · Thomas Hall · Kyle Jeffery · Dimitri Joukovski · Canadá · 3:28,394                           | Aliaxandr Kurliandchyk · Aliaxandr Zhukouski · Aliaxandr Bahdanovich · Andrei Bahdanovich · Bielorrusia · 3:28,880 |

### Femenino
| Evento    | Oro                                                                                      | Plata                                                                                     | Bronce                                                                                |
| --------- | ---------------------------------------------------------------------------------------- | ----------------------------------------------------------------------------------------- | ------------------------------------------------------------------------------------- |
| K1 200 m  | Tímea Paksy · Hungría · 40,203 s                                                         | Špela Ponomarenko Eslovenia 40,947 s                                                      | Karen Furneaux · Canadá · 41,071 s                                                    |
| K2 200 m  | Katalin Kovács · Natasa Janics · Hungría · 37,423                                        | Fanny Fischer · Katrin Wagner · Alemania · 37,919                                         | Anne Rikala · Jenni Honkanen · Finlandia · 37,983                                     |
| K4 200 m  | Tímea Paksy · Melinda Patyi · Natasa Janics · Katalin Kovács · Hungría · 34,650          | Carolin Leonhardt · Nicole Reinhardt · Judith Hörmann · Conny Waßmuth · Alemania · 35,090 | Josefin Nordlöw · Sofia Paldanius · Karin Johansson · Anna Karlsson · Suecia · 36,046 |
| K1 500 m  | Dalma Benedek · Hungría · 1:52,287                                                       | Josefa Idem · Italia · 1:53,265                                                           | Zhong Hongyan China 1:53,307                                                          |
| K2 500 m  | Katalin Kovács · Natasa Janics · Hungría · 1:41,998                                      | Jana Blahová · Michala Mrůzková · República Checa · 1:43,408                              | Fanny Fischer · Gesine Ruge · Alemania · 1:43,432                                     |
| K4 500 m  | Tímea Paksy · Natasa Janics · Katalin Kovács · Krisztina Fazekas · Hungría · 1:31,763    | Carolin Leonhardt · Conny Waßmuth · Judith Hörmann · Katrin Wagner · Alemania · 1:31,817  | Mariana Ciobanu · Lidia Talpă · Florica Vulpeș · Alina Platon · Rumania · 1:34,535    |
| K1 1000 m | Dalma Benedek · Hungría · 4:04,683                                                       | Katrin Wagner · Alemania · 4:06,933                                                       | Michala Mrůzková · República Checa · 4:07,293                                         |
| K2 1000 m | Katalin Kovács · Natasa Janics · Hungría · 3:48,982                                      | Zhu Minyuan Yang Yali China 3:49,756                                                      | Hanna Pushkova · Natalia Bandarenka · Bielorrusia · 3:51,664                          |
| K4 1000 m | Tímea Paksy · Natasa Janics · Katalin Kovács · Alexandra Keresztesi · Hungría · 3:23,488 | Miriam Frenken · Tanja Schuck · Silke Hörmann · Carolin Leonhardt · Alemania · 3:24,106   | Yu Lamei Wang Feng Zhang Jinmei He Jing China 3:25,012                                |

## Medallero
| Núm. | País            | Oro | Plata | Bronce | Total |
| ---- | --------------- | --- | ----- | ------ | ----- |
| 1    | Hungría         | 12  | 2     | 4      | 18    |
| 2    | Alemania        | 4   | 9     | 2      | 15    |
| 3    | Rusia           | 4   | 1     | 1      | 6     |
| 4    | Polonia         | 1   | 3     | 2      | 6     |
| 5    | Bielorrusia     | 1   | 1     | 3      | 5     |
| 6    | República Checa | 1   | 1     | 1      | 3     |
| 7    | Serbia          | 1   | 0     | 1      | 2     |
| 7    | Suecia          | 1   | 0     | 1      | 2     |
| 9    | Eslovaquia      | 1   | 0     | 0      | 1     |
| 9    | México          | 1   | 0     | 0      | 1     |
| 11   | Canadá          | 0   | 3     | 1      | 4     |
| 12   | Ucrania         | 0   | 2     | 2      | 4     |
| 13   | China           | 0   | 1     | 3      | 4     |
| 14   | Eslovenia       | 0   | 1     | 0      | 1     |
| 14   | España          | 0   | 1     | 0      | 1     |
| 14   | Italia          | 0   | 1     | 0      | 1     |
| 14   | Reino Unido     | 0   | 1     | 0      | 1     |
| 18   | Lituania        | 0   | 0     | 2      | 2     |
| 18   | Rumania         | 0   | 0     | 2      | 2     |
| 20   | Finlandia       | 0   | 0     | 1      | 1     |
| 20   | Nueva Zelanda   | 0   | 0     | 1      | 1     |
|      | TOTAL           | 27  | 27    | 27     | 81    |